# Xylocopa tanganyikae
Xylocopa tanganyikae är en biart som beskrevs av Embrik Strand 1911. Xylocopa tanganyikae ingår i släktet snickarbin, och familjen långtungebin. Inga underarter finns listade i Catalogue of Life.